# 伊瓦诺堡
伊瓦诺堡（義大利語：Castel Ivano），是意大利特伦蒂诺-上阿迪杰大区特倫托自治省的市镇。市镇面积为34.38平方公里，2016年人口数量为3,301人。
该市镇是在2016年1月1日由斯特里尼奥、斯佩拉、维拉阿涅多三个市镇合并而成，2016年7月1日伊瓦诺-弗拉切纳也接着并入。